# Сокольский, Николай Иванович
Николай Иванович Сокольский (1916—1973) — советский учёный-археолог, доктор исторических наук.
Автор более 80 научных работ, включая монографии, по различным вопросам истории античного мира на территории Северного Причерноморья.

## Биография
Родился 21 апреля 1916 года в селе Передел Медынского уезда Калужской губернии.
В 1936 году поступил в Московский институт философии, литературы и истории им. Н. Г. Чернышевского (ныне Московский институт философии, литературы и истории), который с отличием окончил в 1941 году по специальности история древнего мира. По распределению был направлен на работу в университет города Молотов (ныне Пермский государственный университет), в котором работал преподавателем-ассистентом по древней истории, после чего был откомандирован в должности референта в Молотовский областной исполнительный комитет.
Главные качества Н. И. Сокольского проявились во время работы в Институте археологии Академии наук СССР. Автор многих научных трудов, участник отечественных и зарубежных научных конференций и конгрессов: Эрфурт (1958), Пловдив (1962), Париж (1963), Будапешт (1965), Клуж (1972). Николай Иванович был опытным полевым исследователем и организатором экспедиционных работ — он участвовал в раскопках Фанагории, Каменского городища на Днепре, Тмутаракани, Гермонассы, Пантикапея, Аполлонии Иллирийской и других местах. Провёл обширные археологические исследования на Таманском полуострове, став организатором Таманской археологической экспедиции, результаты которой по-новому осветили историю этого района с эпохи бронзы до раннего средневековья.
Его монография «Деревообрабатывающее ремесло в античных государствах Северного Причерноморья» стала темой защиты докторской диссертации. В начале 1971 года Сокольский возглавил сектор античной археологии Института археологии, руководителем которого оставался до конца жизни. Наряду с научной, занимался общественной деятельностью — избирался секретарем партбюро Института археологии АН СССР.
Умер 19 августа 1973 года в Москве.
В Темрюкском историко-археологическом музее проводятся чтения, посвященные памяти археолога Николая Ивановича Сокольского.